# Epidendrum warrasii
Epidendrum warrasii är en orkidéart som beskrevs av Guido Frederico João Pabst. Epidendrum warrasii ingår i släktet Epidendrum och familjen orkidéer. Inga underarter finns listade i Catalogue of Life.